# Боб Баркер
Боб Баркер, насправді Роберт Вільям Баркер (англ. Robert William "Bob" Barker; 12 грудня 1923 — 26 серпня 2023) — американський телеактор і медійна особа, ведучий ігрових шоу.

## Фільмографія
- 1996: «Лакі Гілмор» (у ролі самого себе)

### Серіали
- 1993: «Няня (телесеріал)» (у ролі самого себе)
- 2000: «Так, кохана» (у ролі самого себе)
- 2003: «Я люблю 70-ті» (у ролі самого себе)
- 2005: «Як я зустрів вашу маму» (у ролі самого себе)
- 2002, 2014: «Зухвалі і красиві» (у ролі самого себе)

Був відзначений премією «Золотий попкорн», а також має зірку на Голлівудській алеї слави.